# Triplaris weigeltiana
Triplaris weigeltiana är en slideväxtart som först beskrevs av Reichenbach, och fick sitt nu gällande namn av Carl Ernst Otto Kuntze. Triplaris weigeltiana ingår i släktet Triplaris och familjen slideväxter. Inga underarter finns listade i Catalogue of Life.